# Tumanowka (Kaliningrad, Gwardeisk)
Tumanowka (russisch Тумановка, deutsch Gauleden) ist ein Ort in der russischen Oblast Kaliningrad. Er gehört zur kommunalen Selbstverwaltungseinheit Stadtkreis Gwardeisk im Rajon Gwardeisk.

## Geographische Lage
Tumanowka liegt östlich der Stadt Kaliningrad (Königsberg) und neun Kilometer südwestlich von Gwardeisk (Tapiau) an der Regionalstraße 27A-025 (ex R508). Innerorts endet die Kommunalstraße 27K-392 von Gribki (Langhöfel) über Krasny Bor (Starkenberg). Die nächste Bahnstation ist Oserki-Nowyje (Groß Lindenau) an der Bahnstrecke Kaliningrad–Tschernyschewskoje (Königsberg–Eydtkuhnen/Eydtkau), einem Teilstück der einstigen Preußischen Ostbahn.

## Geschichte
Das bis 1946 Gauleden genannte Dorf wurde vor 1353 gegründet und erhielt – vielleicht als Bestätigung – im Jahre 1521 eine zweite Handfeste. Unweit des Ortes lag ein Schlossberg, bei dem es sich um eine alte prußische Wehranlage handelte.
In Gauleden befand sich neben dem Dorf und einer Oberförsterei eine der drei Domänen im einstigen Kreis Wehlau. Sie wurde 1678 eingerichtet und an den Kornschreiber Wilke, von 1694 bis 1698 an den Burggraf Johann Caspar von Rothenstein auf Kremitten (heute russisch: Losowoje) verpachtet.
Von 1874 bis 1945 gab es einen eigenständigen Amtsbezirk Forst Gauleden, der zum Landkreis Wehlau im Regierungsbezirk Königsberg der preußischen Provinz Ostpreußen gehörte und lediglich aus dem Gutsbezirk der Oberförsterei bestand. Dem Forstamt war ein Teil des Forstes Frisching zugeordnet. 1926 wurde der Amtssitz des Forstmeisters nach Gribki (Langhöfel) verlegt, wo ein Neubau errichtet worden war. Das Dorf und die Domäne Gauleden gehörten zum Amtsbezirk Starkenberg (heute russisch: Krasny Bor).
Im Jahre 1910 zählte das Dorf Gauleden 288, der Gutsbezirk Oberförsterei Gauleden 249 und der Gutsbezirk Domäne Gauleden 84 Einwohner. Am 30. September 1928 schlossen sich die Gutsbezirke Domäne Gauleden, Linkehnen (heute russisch: Wessjoly) und Kapkeim (Wischnjowoje) mit dem Dorf Gauleden zur neuen Landgemeinde Gauleden zusammen. Sie zählte 1933 insgesamt 865 und 1939 bereits 995 Einwohner.
1945 kam Gauleden in Kriegsfolge mit dem nördlichen Ostpreußen zur Sowjetunion. Im Jahre 1947 erhielt der Ort die russische Bezeichnung „Tumanowka“ und wurde gleichzeitig dem Dorfsowjet Oserski selski Sowet im Rajon Gwardeisk zugeordnet. Von 2005 bis 2014 gehörte Tumanowka zur Landgemeinde Oserkowskoje selskoje posselenije und seither zum Stadtkreis Gwardeisk.

## Kirche
In Gauleden lebte bis 1945 eine überwiegend evangelische Bevölkerung. Das Dorf gehörte damals zum Kirchspiel der Kirche Starkenberg (heute russisch: Krasny Bor) im Kirchenkreis Wehlau (Snamensk) innerhalb der Kirchenprovinz Ostpreußen der Kirche der Altpreußischen Union. Heute liegt Tumanowka im Einzugsbereich der neu entstandenen evangelisch-lutherischen Gemeinde in Gwardeisk (Tapiau), einer Filialgemeinde der Auferstehungskirche in Kaliningrad (Königsberg) in der Propstei Kaliningrad der Evangelisch-lutherischen Kirche Europäisches Russland.